# What's in That Bag?
What's in That Bag? is het debuutalbum van de Amerikaanse pianist Chuck Leavell. Het werd op 6 oktober 1998 uitgebracht. Het album bestaat uit kerstmuziek. Op het album wordt Leavell onder andere bijgestaan door Scott Boyer (van The 31st of February) en Bobby Keys (van The Rolling Stones).

## Composities
| 1.                 | It's Just Not Christmas        | Cochran/Sandlin/Swindell/Swindell | 3:56 |
| 2.                 | Merry Christmas, Baby          | Baxter/Brown/Moore                | 3:07 |
| 3.                 | Bethlehem                      | Giray/Leavell                     | 4:36 |
| 4.                 | Joy Boogie                     | Traditional                       | 3:46 |
| 5.                 | Please Come Home for Christmas | Brown/Redd                        | 4:22 |
| 6.                 | O Christmas Tree               | Traditional                       | 4:31 |
| 7.                 | Hey Santa                      | Leavell                           | 4:14 |
| 8.                 | God Rest Ye Merry              | Traditional                       | 3:26 |
| 9.                 | We Three Kings                 | Hopkins                           | 2:49 |
| 10.                | Even Santa Gets the Blues      | Boyer/McGhee/Thurman              | 4:19 |
| 11.                | Away in a Manger               | Traditional                       | 1:34 |
| 12.                | Greensleeves                   | Traditional                       | 4:24 |
| 13.                | O Holy Night                   | Adam/Dwight                       |      |
| Totale duur: 47:19 |                                |                                   |      |

## Bezetting
| - Jim Armstrong - trompet - Scott Boyer - achtergrondzang - Mickey Buckins - percussie - Lisa Fischer - zang - Roger Hawkins - drums - Kelvin Holly - gitaar, elektrische gitaar - David Hood - basgitaar - David Hungate - basgitaar - Mark Hynes - drums - Bobby Keys - saxofoon - Chuck Leavell - orgel, akoestische gitaar, piano, arrangeur, cello, keyboard, Hammondorgel, zang, producer, Wurlitzer - Joe McGlohon - saxofoon | - Dave Pomeroy - basgitaar - Charles Rose - trombone, blazers-arrangement - Carla Russell - achtergrondzang - Bill Stewart - drums - Harvey Thompson - tenorsaxofoon - Cindy Walker - achtergrondzang - David Aaron Clark - producent, engineer - Dick Clark - engineer - Jeff Coppage - engineer, mixing - Jerald Frampton - fotografie - Mark Harrelson - engineer - Johnny Sandlin - producent, mixing - Lisa Sciascia - fotografie |